# Reichssender Hamburg
"Рейхсендер Гамбург" ("Reichssender Hamburg") — рейхсрадиостанция, вещавшая в 1924-1945 гг. Принадлежала Имперскому обществу радиовещания. Её программа звучала в землях Гамбург, Бремен, Любек, Брауншвейг, Ольденбург, Мекленбург-Шверин, Мекленбург-Стрелиц, провинциях Ганновер, Шлезвиг-Гольштейн и бывшем округе Штральзунд провинции Померания на волне 332 метра.

## Программы
- Текущие новости в 07.00-07.10 и 14.00-14.20;
- Текущие новости, короткие репортажи в 20.00-20.10;
- Текущие новости, репортажи в 22.00-22.20;
- Прогнозы погоды в 6.25-6.30, 08.00, 13.00-13.05;
- Новости с бирж в 15.00-15.15
- "Умшау ам Миттаг" в 13.05-13.15
- "Утренняя музыка" (Morgenmusik) в 6.30-8.00
- "Музыка в полдень" (Musik am Mittag) в 12.10-14.00
- "Последобенная музыка" (Musik am Nachmittag) в 16.00-17.30
- "Вечерняя музыка" (Musik zum Feierabend) в 18.00-19.45
- "Функшау" в 19.45-20.00 [1]

### Радиоспектакли
- "Озе фон Зильт" (Ose von Sylt), реж. Ханс Мартен-Хансен.